# اگرین

اَگَرین (به کردی: Egerîn، ئەگەڕین) یک موتور جستجوی وب برای زبان کردی است. اگرین نخستین موتور جستجوی اختصاصی زبان کردی است و بر روی جستجو و گردآوری کامل وبگاه‌ها و وبلاگ‌ها، ویدیوها، تصاویر و اخبار برای کرد‌ها متمرکز شده‌است.

## اندیشهٔ کلی
اگرین توسط یک تاجر کرد به نام کاوه اوناتلی (Kawa onatli) که در سوئد زندگی می‌کند تأسیس شد. اوناتلی خواستار فراهم کردن و جایگزینی موتور جستجوی کردی با موتور جستجوهای بزرگی است که از زبان کردی پشتیبانی نمی‌کنند و همچین هدف قرار دادن ۲۶ تا ۳۴ میلیون از مخاطبان کرد است.

## همچنین ببینید
- فهرست موتورهای جستجو
- موتورجستجوی وب